# 一體成形椅

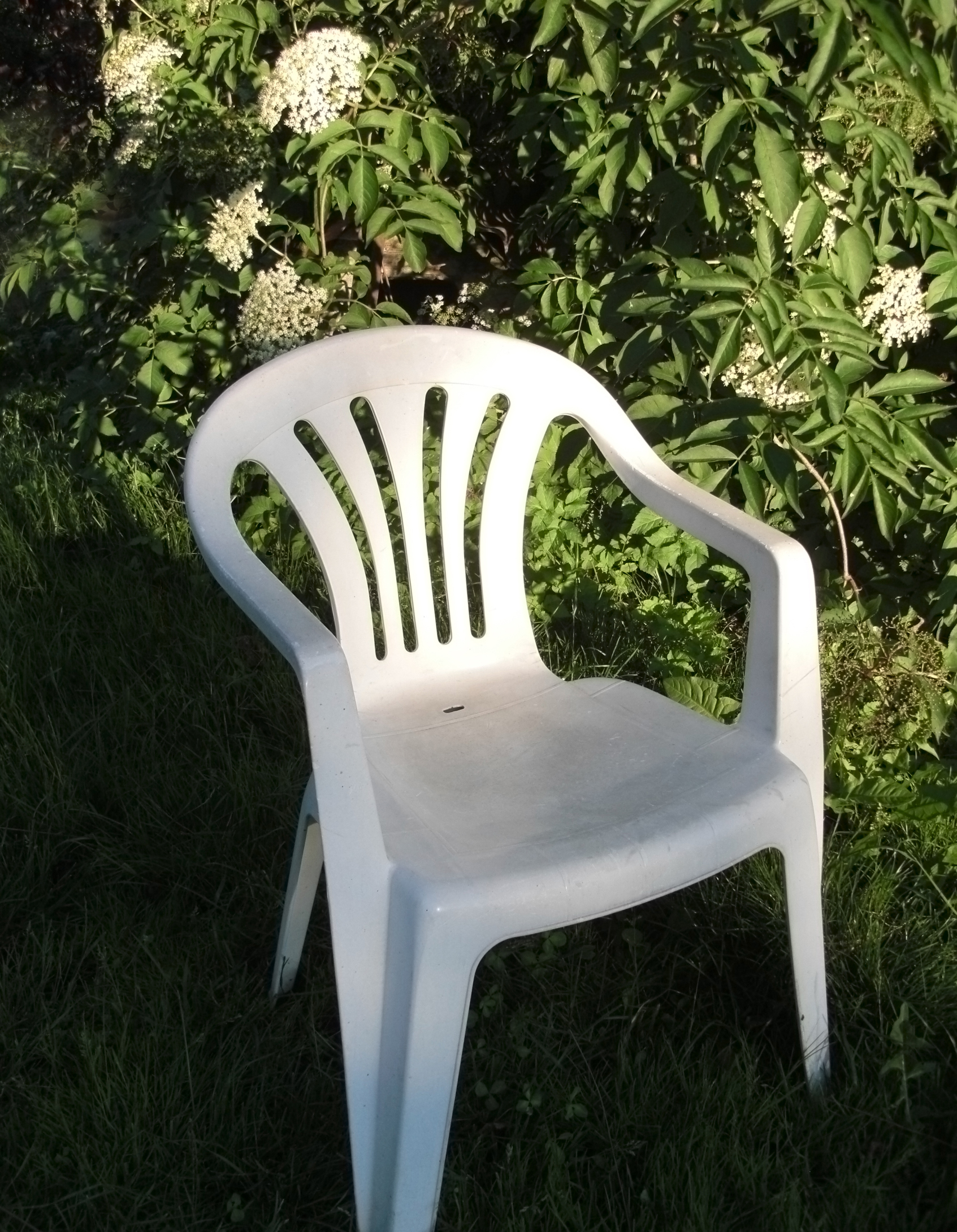
一體成形椅

一體成形椅（英語：Monobloc Chair）是一種聚丙烯製椅子，它的名字源於mono（一）和bloc（塊），意思是用一整塊鑄造而成的物體，中文常見俗稱有塑膠休閒椅、戶外椅。由於能大量製作，價格低廉，聚丙烯的輕質加上椅子構造可堆疊又便於收納，因而買氣不墜，常被稱為世界上最常見的塑膠椅。
部分學者、媒體認為一體成形椅的來源，為1946年加拿大人Douglas C. Simpson設計的一體成形塑膠椅的變型，在1970年代由Allibert集團和Grosfillex集團投入生產。亦有其他來源稱，來自Nurieux-Volognat的法國工程師Henry Massonnet憑藉其1972年的Fauteuil 300成為一體成形椅子的發明者。他們的靈感來自Joe Colombo於1965年設計的Chair Universal 4867，但一體成形椅子設計並未申請專利。自那時起，世界各地已生產了數百萬把一體成形的椅子。